# Сампур
Са́мпур — село в Сампурском районе Тамбовской области, административный центр Сампурского сельсовета. Расположено на берегу реки Цны.

## География
Сампур расположен в южной части Тамбовской области в 50 километров от Тамбова.
Климат умеренно континентальный. В Сампуре есть хвойный и широколиственный лес.

## История

### XIX век
Впервые село упоминается в 1732 году, когда два военнослужащих Русской императорской армии — Степан Пронин и Иван Дементьев, выйдя в отставку, за хорошую службу получили по 10 десятин земли недалеко от Тамбова.
В документах ревизии 1811 г. упомянута деревня Сампур, где проживали три семьи экономических крестьян, переселившиеся на эти земли из села Текино.
В начале 19-го века в Сампуре была построена деревянная церковь, придавшая деревне статус села. В 1898 году в Сампуре была построена и каменная церковь на средства прихожан.

### XX век
К 1911 году в селе Сампур насчитывалось 288 домов с населением 2115 человек.
Во времена «Великого перелома» церковь была снесена и на её месте был построен памятник Ленину.
В советское время Сампур был районным центром до 1979 года, после райцентр был перенесён в посёлок Сатинка.

### Современное время
В настоящее время в Сампуре действует профессиональное училище, школа, поликлиника, хлебопекарня, интернат для умственно отсталых детей. В Сампуре имеется двухэтажная церковь, основанная в 1999 году. Действует также типография, издаётся местная газета.

## Транспорт
По соседству проходит железнодорожная линия Тамбов — Балашов. В 7 километрах от села железнодорожная станция Сампур.